# JR貨物のコンテナ形式

JR貨物コンテナのサイズ比較図

JR貨物のコンテナ形式（ジェイアールかもつのコンテナけいしき）は、日本貨物鉄道（JR貨物）に在籍する、あるいは在籍したコンテナの一覧（私有コンテナを含む）である。 

## 現行のコンテナ

### JRコンテナ
JRコンテテに付与される記号の形式は以下の通り。
| 種類記号の例 | V | 19               | C        |
| 意味         | 構造・用途 - (無記号) - 有蓋コンテナ - F - 冷凍コンテナ - G - 電源コンテナ - H - ホッパコンテナ - L - 活魚コンテナ - M - 無蓋コンテナ - R - 冷蔵コンテナ - T - タンクコンテナ - V - 通風コンテナ - W - 静脈物流用コンテナ - X - 事業用コンテナ - Z - 試験·測定用コンテナ | 容量または床面積 | 開発世代 |

JRの現役コンテナの規格は以下の通り。
|                      | サイズ            | 高さ | 幅   | 長さ | （m3） | （t） | 扉位置    | 保有数 |
| -------------------- | ----------------- | ---- | ---- | ---- | ------ | ----- | --------- | ------ |
| JR貨物19D形コンテナ  | 12ft              | 2252 | 2275 | 3647 | 18.7   | 5.0   | 両側      | 22645  |
| JR貨物19G形コンテナ  | 12ft              | 2232 | 2325 | 3587 | 18.6   | 5.0   | 片妻/片側 | 7583   |
| JR貨物19H形コンテナ  | 12ft              | 2232 | 2325 | 3587 | 18.6   | 5.0   | 片妻/両側 | 1      |
| JR貨物V19B形コンテナ | 12ft 通風         | 2228 | 2308 | 3587 | 18.5   | 5.0   | 片妻/片側 | 3365   |
| JR貨物V19C形コンテナ | 12ft 通風         | 2245 | 2275 | 3647 | 18.6   | 5.0   | 両側      | 9206   |
| JR貨物20B形コンテナ  | 12ft ハイキューブ | 2352 | 2278 | 3647 | 19.5   | 5.0   | 片妻/両側 | 21     |
| JR貨物20C形コンテナ  | 12ft ハイキューブ | 2352 | 2278 | 3647 | 19.5   | 5.0   | 両側      | 189    |
| JR貨物20D形コンテナ  | 12ft ハイキューブ | 2352 | 2275 | 3647 | 19.5   | 5.0   | 両側      | 11473  |
| JR貨物20E形コンテナ  | 12ft ハイキューブ | 2339 | 2323 | 3594 | 19.5   | 5.0   | 片妻/片側 | 150    |
| JR貨物20G形コンテナ  | 12ft ハイキューブ | 2342 | 2323 | 3593 | 19.5   | 5.0   | 片妻/片側 | 6297   |
| JR貨物30A形コンテナ  | 20ft              | -    | -    | -    | -      | -     | -         | 16     |
| JR貨物30B形コンテナ  | 20ft              | 2183 | 2328 | 5981 | 30.4   | 8.8   | 片妻/両側 | 27     |
| JR貨物30C形コンテナ  | 20ft              | 2178 | 2328 | 6007 | 30.4   | 8.8   | 片妻/両側 | 63     |
| JR貨物30D形コンテナ  | 20ft              | 2178 | 2328 | 6007 | 30.4   | 8.8   | 片妻/両側 | 249    |
| JR貨物48A形コンテナ  | 31ft              | 2210 | 2350 | 9240 | 48.0   | 13.8  | 片妻/両側 | 60     |
| JR貨物49A形コンテナ  | 31ft              | 2237 | 2350 | 9240 | 48.6   | 13.8  | 片妻/両側 | 80     |

保有数は、20E、30A、30C、30D、48A、49Aは貨物時刻表2023、それ以外は貨物時刻表2024による

#### 12ft

##### 有蓋コンテナ
上の表を参照

##### 無蓋コンテナ
- M2A形

##### 通風コンテナ
上の表を参照

##### 冷凍コンテナ
- F15A形 (元UF16A形)

##### 廃棄物コンテナ
- W18F形
- W19D形

##### 事業用コンテナ
- Z18D形
- Z19B形
- Z19C形（元・V19C形）
- Z19D形
- Z19F形
- Z19G形
- Z形 - 機関車性能試験用
- ZGZ形 - Z形電源用
- ZDC35形
- ZDC36形
- ZD18D形
- ZD19B形
- ZD19B形（元・V19B形）
- ZD19C形（元・V19C形）
- ZD19D形
- ZD19F形
- ZD19G形
- ZGZ形 - Z形用電源ユニット
- ZM8A形
- ZM8B形
- ZM8C形
- ZM8D形
- ZX17A形
- ZX18A形
- ZX19A形

#### 20ft

##### 有蓋コンテナ
上の表を参照

##### 無蓋コンテナ
- M12B形

#### 30・31ft

##### 有蓋コンテナ
上の表を参照

##### 事業用コンテナ
- Z54A形
- ZX45A形

### 私有コンテナ
頭の「U」が私有コンテナの識別記号である。
| 種類記号の例 | U      | M | 27                | A |
| 意味         | 私有扱 | 構造・用途 - (無記号) - 有蓋コンテナ - F - 冷凍コンテナ - G - 電源コンテナ - H - ホッパコンテナ - L - 活魚コンテナ - M - 無蓋コンテナ - R - 冷蔵コンテナ - T - タンクコンテナ - V - 通風コンテナ - W - 静脈物流用コンテナ - X - 事業用コンテナ - Z - 試験·測定用コンテナ | 容量または 床面積 | 仕様記号 - A - 普通品積載用 - B - 航送品積載用 - C - 危険品積載用 - D - 特殊品積載用 - E - 多品種普通品積載用のタンクコンテナ - F - 多品種危険品積載用のタンクコンテナ |

#### 12ft

##### 有蓋コンテナ
- U16A形
- U17A形
- U18A形
- U19A形
- U19B形
- U19D形
- U20A形
- U22A形

##### 無蓋コンテナ
- UM1形
- UM8A形
- UM8C形
- UM9A形

##### 通風コンテナ
- UV18A形
- UV19A形

##### 冷蔵コンテナ
- UR16A形
- UR17A形
- UR18A形
- UR19A形
- UR20A形

##### 冷凍コンテナ
- UF12A形
- UF14A形
- UF15A形
- UF16A形
- UF16R形

##### タンクコンテナ
- UT1形
- UT3形
- UT2C形
- UT3C形
- UT4A形
- UT4C形
- UT4F形
- UT5A形
- UT5C形
- UT5E形
- UT5F形
- UT6C形
- UT07C形

##### ホッパコンテナ
- UH6A形
- UH10A形

##### 電源コンテナ
- UG8D形

#### 20 - 24ft

##### 有蓋コンテナ
- UC5形
- UC7形
- U28A形
- U28B形
- U29A形
- U30A形
- U30B形
- U30D形
- U31A形
- U31D形
- U32A形
- U33A形
- U34A形
- U35A形
- U36A形
- U37A形
- U40A形

##### 無蓋コンテナ
- UM5形
- UM11A形
- UM12A形
- UM13A形
- UM14A形
- UM14C形
- UM16A形
- UM20A形
- UM21A形

##### 通風コンテナ
- UV26A形
- UV31A形
- UV32A形

##### 冷蔵コンテナ
- UR29A形

##### 冷凍コンテナ
- UF24A形（5000番台）
- UF25A形
- UF26A形
- UF27A形
- UF28A形

##### タンクコンテナ
- UT5形
- UT6形
- UT7形
- UT9形
- UT03C形
- UT06C形
- UT7A形
- UT7C形
- UT8A形
- UT8C形
- UT9A形
- UT9C形
- UT9F形
- UT10A形
- UT10C形
- UT11A形
- UT11C形
- UT11F形
- UT12A形
- UT12C形
- UT13A形
- UT13C形
- UT13F形
- UT14A形
- UT14C形
- UT15C形
- UT16A形
- UT16C形
- UT17A形
- UT17C形
- UT18A形
- UT18C形
- UT19A形
- UT19C形
- UT20A形
- UT20C形
- UT21C形

##### ホッパコンテナ
- UH5形
- UH17A形
- UH18A形
- UH19A形
- UH20A形
- UH20B形
- UH22A形

#### 30 - 31ft

##### 有蓋コンテナ
- U43A形
- U45A形
- U46A形
- U47A形
- U47B形
- U48A形
- U49A形
- U50A形
- U51A形
- U52A形
- U53A形
- U53D形
- U54A形
- U55A形

##### 無蓋コンテナ
- UM20A形
- UM21A形
- UM22A形

##### 通風コンテナ
- UV48A形
- UV49A形
- UV50A形
- UV51A形
- UV52A形
- UV53A形
- UV54A形
- UV55A形
- UV56A形
- UV57A形
- UV58A形

##### 冷蔵コンテナ
- UR47A形
- UR48A形
- UR50A形
- UR52A形

##### 冷凍コンテナ
- UF39A形
- UF40A形
- UF41A形
- UF42A形
- UF43A形
- UF44A形
- UF45A形
- UF46A形
- UF47A形

##### タンクコンテナ
- UT24C形
- UT26C形

#### 40ft

##### 無蓋コンテナ
- UM27A形

## 過去のコンテナ

### JR（国鉄）コンテナ

#### 11ft

##### 有蓋コンテナ
- 5000形（廃形式）
- 6000形（廃形式）
- 7000形（廃形式）
- C10形（廃形式）
- C11形（廃形式）
- C12形（廃形式）

#### 12ft

##### 有蓋コンテナ
- C20形（廃形式）
- C21形（廃形式）
- C30形（廃形式）
- C31形（廃形式）
- C35形（廃形式）
- C36形（廃形式）
- C40形（廃形式）
- C93形（廃形式）
- C94形（廃形式）
- C95形（廃形式）
- NC1形（廃形式）
- ZC1形（廃形式）
- 18A形（廃形式）
- 18B形（廃形式）
- 18C形（廃形式)
- 18D形（廃形式・2012年度消滅）
- 18E形（廃形式・2013年度消滅）
- 19A形（廃形式・2013年度消滅）
- 19B形（廃形式・2013年度消滅）
- 19C形（廃形式・2011年度消滅）
- 19E形（廃形式・2016年度消滅）
- 19F形（廃形式・2018年度消滅）
- 20A形（廃形式・2013年度消滅）

##### 無蓋コンテナ
- M90形（廃形式）

##### 冷蔵コンテナ
- R10形（廃形式）
- R11形（廃形式）
- R12形（廃形式）
- R13形（廃形式）
- R90形（廃形式）
- R91形（廃形式）
- R92形（廃形式）
- R93形（廃形式）
- R94形（廃形式）

##### タンクコンテナ
- T10形（廃形式）
- T11形（廃形式）
- T12形（廃形式）
- T13形（廃形式）
- T14形（廃形式）
- T15形（廃形式）
- T16形（廃形式）
- T17形（廃形式）
- T18形（廃形式）
- T19形（廃形式）
- T31形（廃形式）
- T32形（廃形式）
- T50形（廃形式）
- T51形（廃形式）
- T60形（廃形式）
- T65形（廃形式）
- T70形（廃形式）

##### 通風コンテナ
- V10形（廃形式）
- V11形（廃形式）
- V18A形（廃形式）
- V18B形（廃形式）
- V18C形（廃形式・2012年度消滅）
- V19A形（廃形式・2016年度消滅）

##### ホッパコンテナ
- H10形（廃形式）
- H11形（廃形式）
- H12形（廃形式）
- H13形（廃形式）
- H90形（廃形式）
- H91形（廃形式）
- H92形（廃形式）

##### 廃棄物コンテナ
- WC35形（廃形式）
- WC36形（廃形式）
- W18D形（廃形式）

##### 事業用コンテナ
- S90形（廃形式）
- ZM6形（廃形式）

#### 15ft
JR貨物が少数を試作したのみで、実用化には至らなかった。

##### 有蓋コンテナ
- 24A形（廃形式）

#### 20ft

##### 有蓋コンテナ
- C92形（廃形式）
- C900形（廃形式）
- C901形（廃形式）
- C902形（廃形式）
- C903形（廃形式）

##### 無蓋コンテナ
- M900形（廃形式）
- M901形（廃形式）
- M11A形（廃形式）
- M12A形（廃形式）
- M15A形（廃形式）

##### 冷蔵コンテナ
- R900形（廃形式）
- R901形（廃形式）
- R26A形（廃形式）
- R27B形（廃形式）

##### 冷凍コンテナ
- F26A形（廃形式）
- F27A形（廃形式）

##### 電源コンテナ
- G30A形（廃形式）

##### 事業用コンテナ
- ZG形（廃形式）

#### 30 - 31ft

##### 有蓋コンテナ
- 42A形（廃形式）

### 私有コンテナ
頭の「U」が私有コンテナの識別記号である。

#### 12ft

##### 有蓋コンテナ
- NC1形（廃形式）
- NC2形（廃形式）
- UC1形（廃形式）
- ZC1形（廃形式）
- U11D形（廃形式）
- U17A形（廃形式）
- U19B形←[要出典]（廃形式）
- U20B形←[要出典]（廃形式）

##### 無蓋コンテナ
- UM9C形（廃形式）

##### 通風コンテナ
- UV1形（廃形式）
- UV17A形（廃形式）

##### 冷蔵コンテナ
- UR1形（廃形式）

- UR4形（廃形式）
- UR15A形（廃形式）

##### 冷凍コンテナ
- UF11A形（廃形式）
- UF13A形（廃形式）
- UF17A形（廃形式）

##### タンクコンテナ
- UT10A形（廃形式）

##### ホッパコンテナ
- UH1形（廃形式）

- UH3形（廃形式）
- UH8A形（廃形式）

#### 20 - 24ft

##### 有蓋コンテナ
- U8D形（廃形式）
- U29B形（廃形式）
- U30S形（廃形式）
- U38A形（廃形式）
- U41A形（廃形式）
- U42A形（廃形式）

##### 無蓋コンテナ
- UM15A形（廃形式）
- UM19A形（廃形式）
- UM21Z形（廃形式）

##### 通風コンテナ
- UV30A形（廃形式）

##### 冷蔵コンテナ
- UR5形（廃形式）

##### 冷凍コンテナ
- UF24A形（廃形式）

##### タンクコンテナ
- UT6A形（廃形式）

##### ホッパコンテナ
- UH16A形（廃形式）

#### 30 - 31ft

##### 有蓋コンテナ
- U51D形（廃形式）
- U60A形（廃形式）

##### 無蓋コンテナ
- UM21Z形（廃形式）
- UM30S形（廃形式）

##### 通風コンテナ
- UV42A形（廃形式）
- UV47A形（廃形式）
- UV46A形（廃形式）
- UV56A形 (廃形式)
- UV57A形 (廃形式)

## ISOタンクコンテナ

### 20ft
- UT11G形コンテナ
- UT11K形コンテナ
- UT12K形コンテナ
- UT13G形コンテナ
- UT13K形コンテナ
- UT14G形コンテナ
- UT14K形コンテナ
- UT15K形コンテナ
- UT18G形コンテナ
- UT18K形コンテナ
- UT21G形コンテナ
- UT24K形コンテナ
- UT26K形コンテナ

## 海上コンテナ
ISO 668規格の国際海上コンテナ